# Atlântico (idade)
Atlântico é a idade climática mais quente e úmida da época Holocena. A idade faz parte da classificação de Blytt-Sernander e a zona de pólen localizadas no norte da Europa. Esta idade foi precedido pelo Boreal, com um clima semelhante ao de hoje e foi precedido pelo Sub-boreal, com um clima de transição para o moderno. Durou de 7,5 a 5 mil anos AP. O clima Atlântico era geralmente mais quente do que hoje, de modo que somado ao fato de que está idade apresenta a época Holocena mais quente, o Atlântico é muitas vezes comumente referido como o Máximo do Holoceno, ou simplesmente como o máximo climático.

## Subdivisões
O Atlântico é equivalente ao zona de pólen VII. Às vezes um Pré-atlântico ou Atlântico inicial distingue-se, com base em uma fração inicial fria. Outros cientistas colocam o Atlântico inteiramente após o frio, atribuindo o último ao Boreal. A idade ainda está em processo de definição.

## Datação

### Início

Reconstruição da temperatura na Terra durante o passado 12,000 anos.

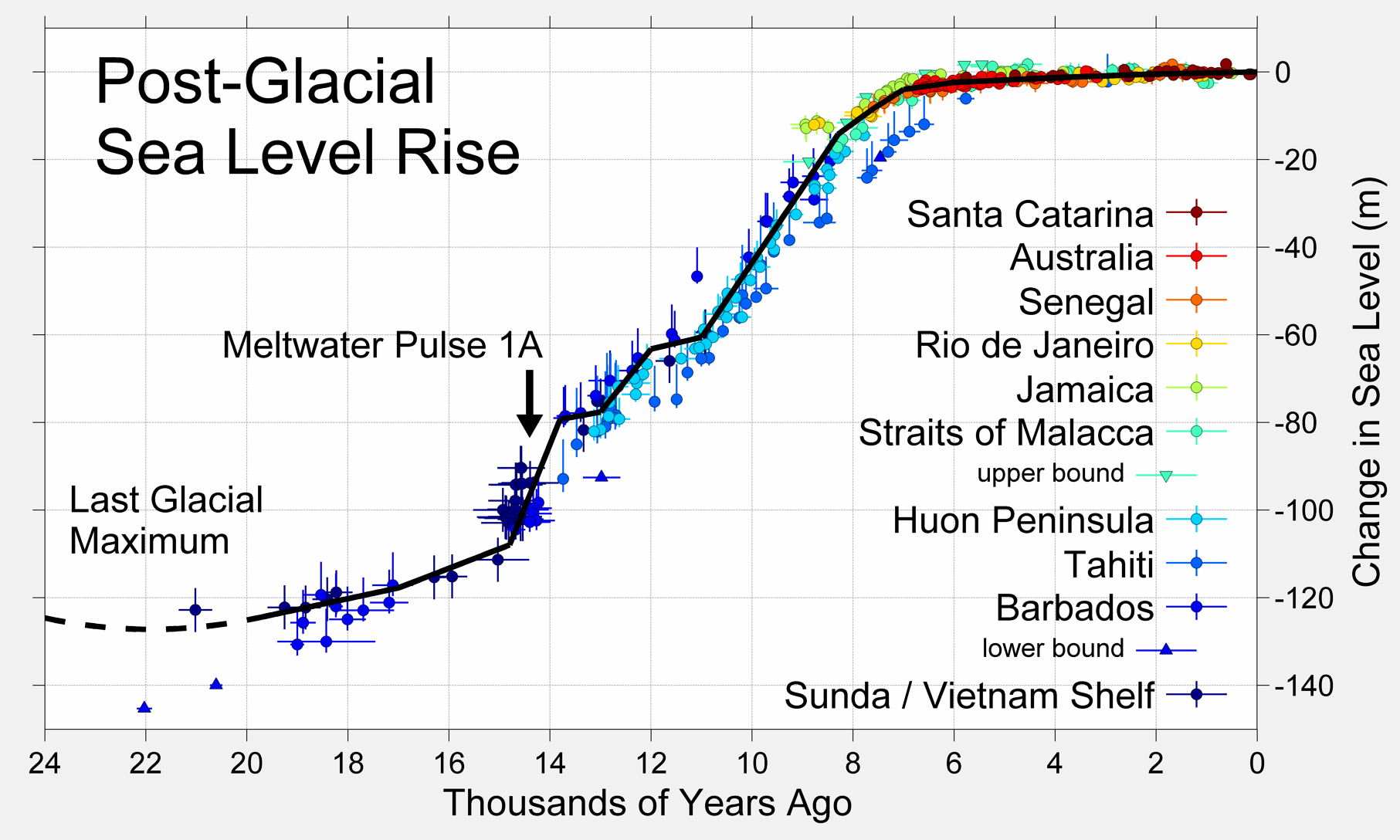
Nível do mar pós-glacial.

É uma questão de definição e os critérios:
Começando com as temperaturas, como deriváveis dos dados da núcleo de gelo Groenlândia, é possível definir uma idade "inicial" ou "Pré-atlântico" por volta de 8040 a.C., onde linha de isótopo 18O permanece acima de 33 ppm na curva combinada após de Rasmussen et al. (2006), que então terminaria com o bem conhecido evento de 6,2 ka AP (8,2 ka calBP).
Ou uma única idade Atlântico é definido, começando naquele evento frio mencionado.
Depois de um critério no nível do lago, Kul'kova e outros defina o Atlântico como correndo de 8000 a 5000 (cal?) AP. O início do Atlântico, ou AT1, foi um período de altos níveis dos lagos, 8000–7000 AP; no médio Atlântico, AT2, os lagos estavam em um nível mais baixo, 7000–6500 AP; e no final do Atlântico I, 6500-6000 AP e II, 6000-5700 AP, os níveis estavam em ascensão. Cada período tem suas proporções distintas de espécies.

### Fim
De acordo com o critério do núcleo de gelo, é extremamente difícil encontrar um limite claro, porque as medições ainda diferem muito e os alinhamentos ainda estão em construção. Muitos encontram um declínio de temperatura significativo o suficiente depois de 4800 AP.
Outro critério vem da bioestratigrafia: o declínio de ulmeiro. No entanto, isso aparece em diferentes regiões entre 4300 e 3100 AP.

## Descrição

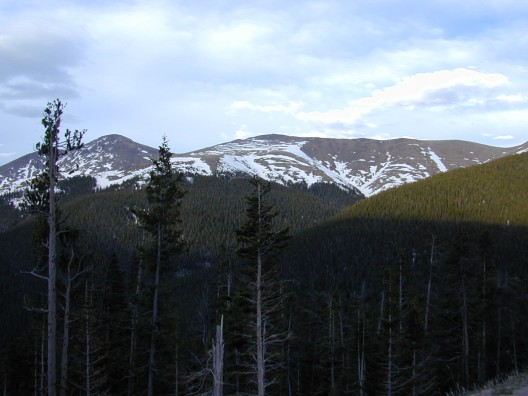
Linha de árvore.

O Atlântico foi uma idade de aumento da temperatura e transgressão marinha nas ilhas da Dinamarca e em outros lugares. O mar subiu para 3 metro acima do seu nível atual até o final do período. As ostras encontradas lá exigiam salinidade mais baixa. maréss de até 1 metro estavam presentes. No interior, os níveis dos lagos em todo o norte da Europa eram geralmente mais altos, com flutuações.
O aumento da temperatura teve o efeito de estender os climas do sul para o norte em um período relativamente curto. As árvores das montanhas do norte subiram de 600 a 900 metro (2000–3000 pés). As espécies termofílicas ("aumento de calor") migraram para o norte. Não substituíram as espécies que estavam lá, mas mudaram as porcentagens a seu favor. Em toda a Europa central, as florestas boreais foram substituídas por clímax ou "crescimento antigo" caducifólias, que apesar de fornecerem um dossel mais denso, eram mais abertas na base.
A densa teoria do dossel, no entanto, tem sido questionada de F. Vera. Carvalho e aveleira requerem mais luz do que a permitida pelo dossel denso. Vera hipotetiza que as planícies eram mais abertas e que a baixa frequência de pólen de gramíneas era causada pela navegação de grandes herbívoros, como auroque e cavalo selvagem eurasiático.

## Flora
Durante a idade Atlântico nas florestas da zona temperada do sul e centro da Europa que foram estendidos para o norte, substituindo a floresta boreal mista, que era o refúgio nas encostas das montanhas. O visco, a castanha de água (Trapa natans) e a hera (Hedera) estavam presentes na Dinamarca. O pólen de grama diminuiu. As florestas de coníferas foram substituídas por madeiras da lei de folhosas. O carvalho, a tília, tanto cordados e decíduas, faia, carvalho, avelã, tília, ulmeiro (olmo), amieiro e cinzas substituiu o bétula e pinheiro, expandindo ainda mais para o norte. A idade é às vezes chamado de "período de amieiro-olmo-tília".
No nordeste da Europa, a floresta do Atlântico antigo foi apenas ligeiramente afetada pelo aumento da temperatura. Consistindo de pinheiro com uma vegetação rasteira de avelã, amieiro, bétula e salgueiro, apenas cerca de 7% da floresta se tornou decídua, diminuindo os níveis da Boreal durante o resfriamento do Atlântico médio. No final do Atlântico mais quente, a vegetação de folhas largas se tornou 34% da floresta.
Ao longo do Rio Danúbio e Rio Reno, que se prolonga para o norte no reservatório dos afluentes, um novo factor introduzido região da floresta: cultura da cerâmica linear, que desmatando terras aráveis através o método "cortar e queimar". Floresceu em torno de 5500-4500 a.C., portanto, totalmente incluído na idade Atlântico. No fim do Atlântico, terras para agricultura e pasto se estendiam por grande parte da Europa, e as antigas florestas virgens estavam contidas nos refúgios. O fim do Atlântico é indicado pelo "declínio do ulmiro", um pólen diminuir afiada de olmo. Supostamente como resultado de atividades humanas de produção de alimentos. Em subsequente Sub-boreal mais frio, as áreas florestais foram reflorestadas.

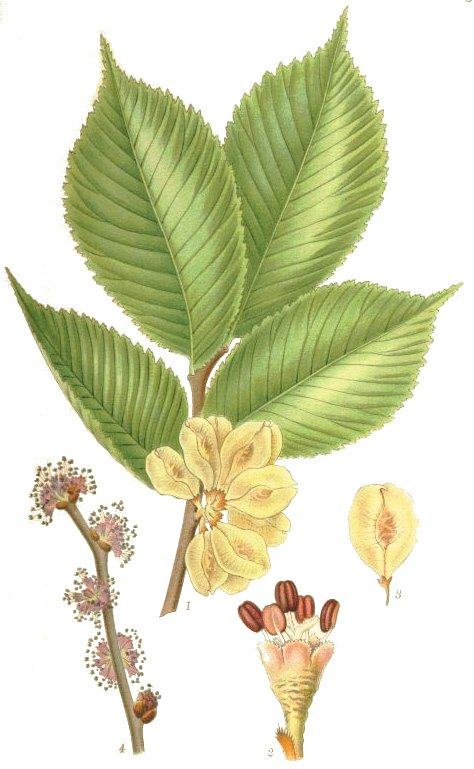
Ulmus glabra (ulmeiro da montanha)
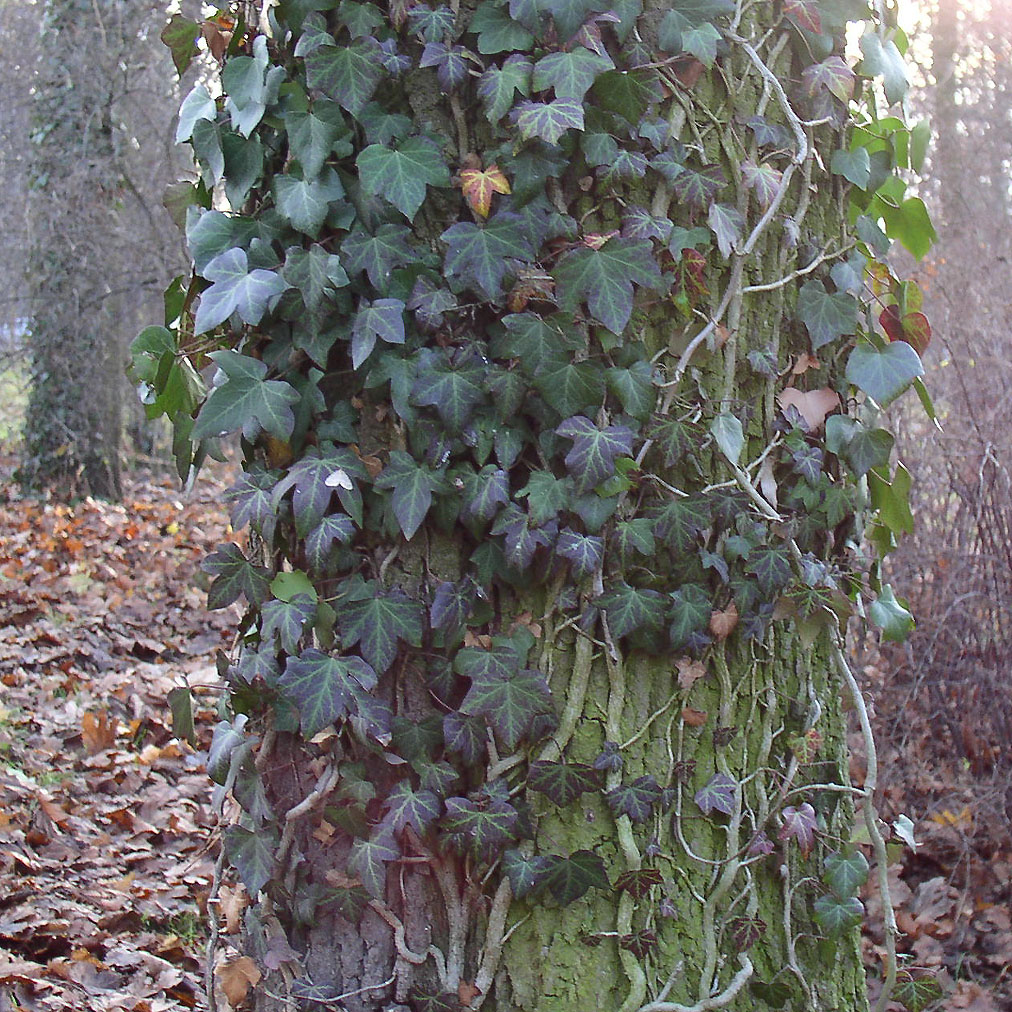
Hedera helix (hedera comum)
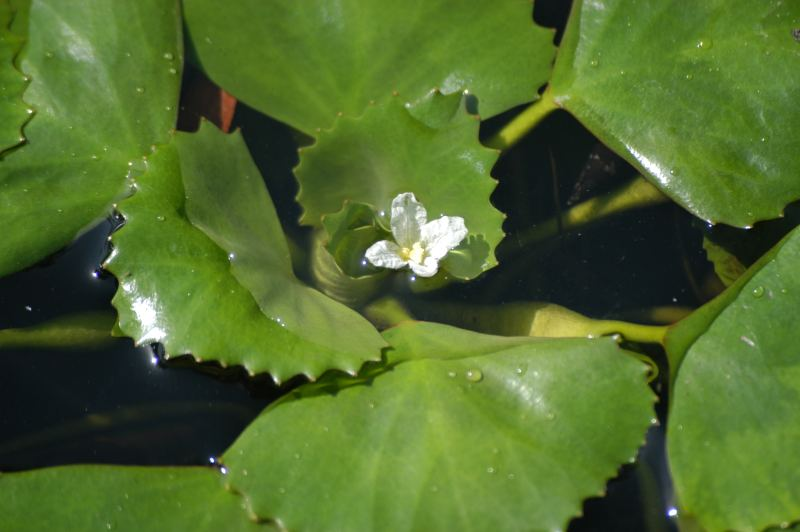
Trapa natans (castanha de água)
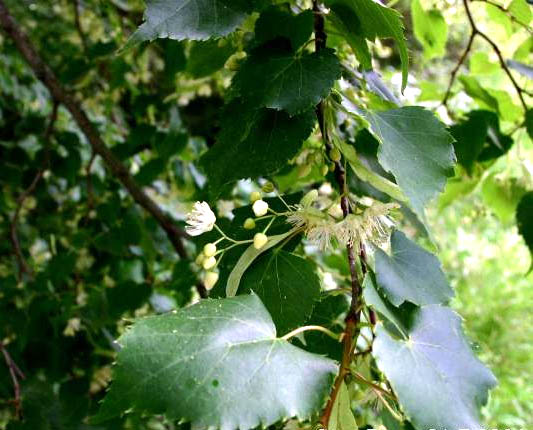
Tilia cordata (tília selvagem)
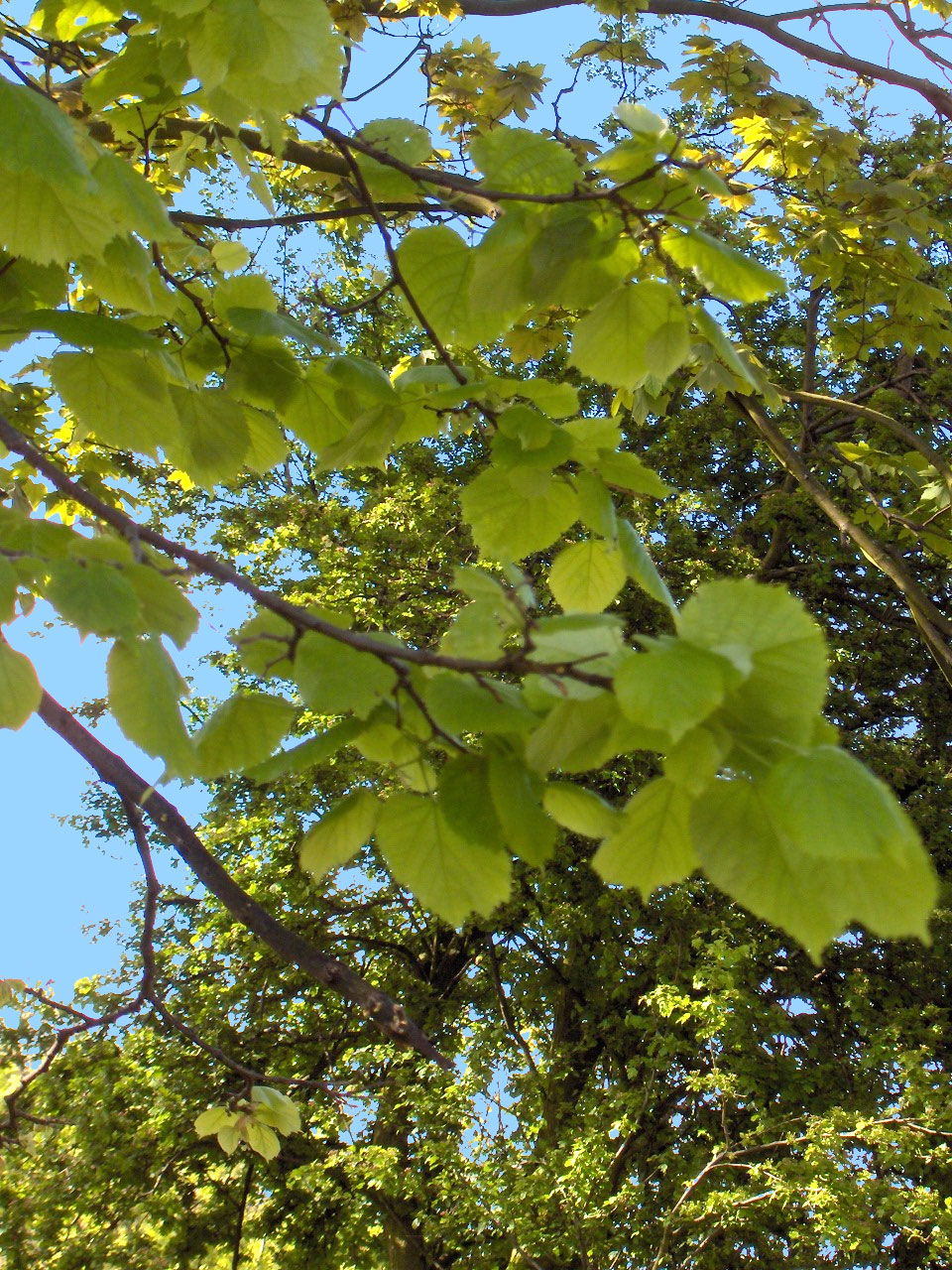
Tilia platyphyllos (tília nostrano)
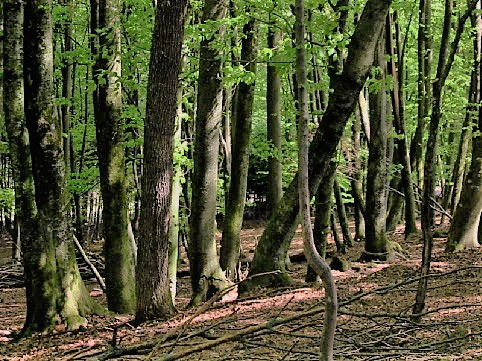
Floresta de faias, Eslovênia
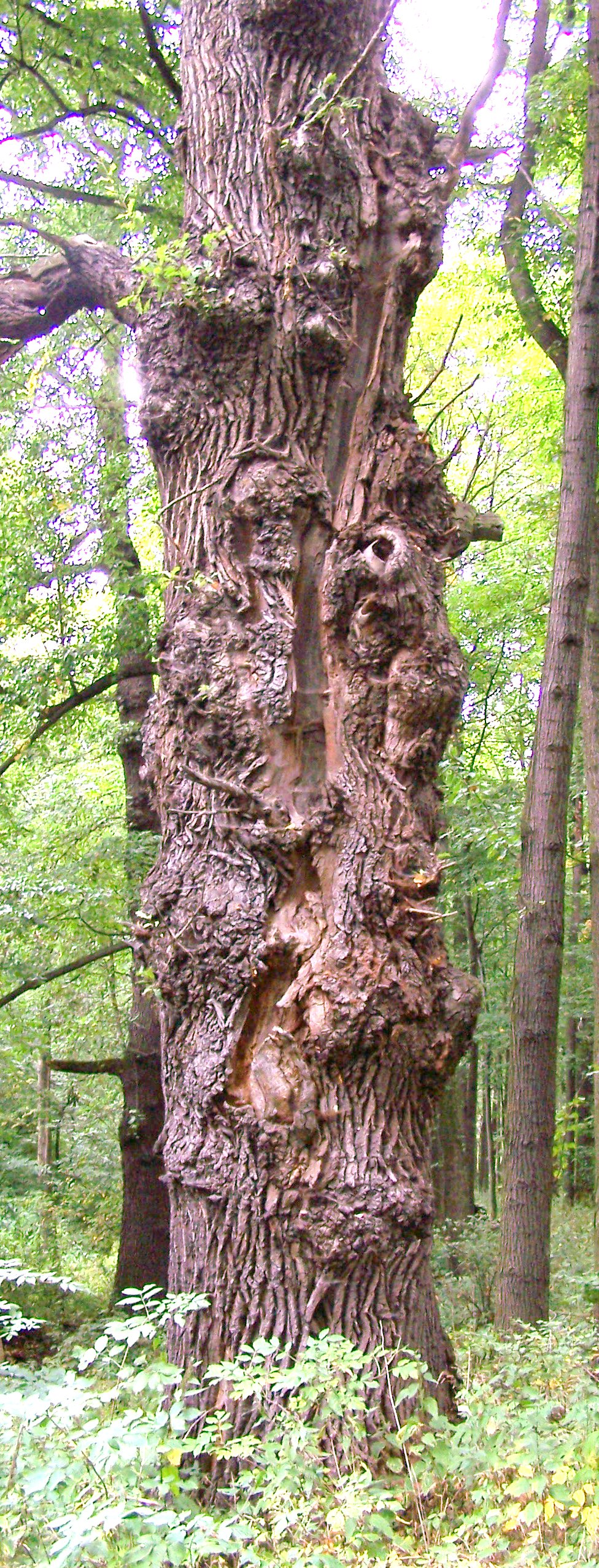
Carvalho desfigurado por relâmpagos
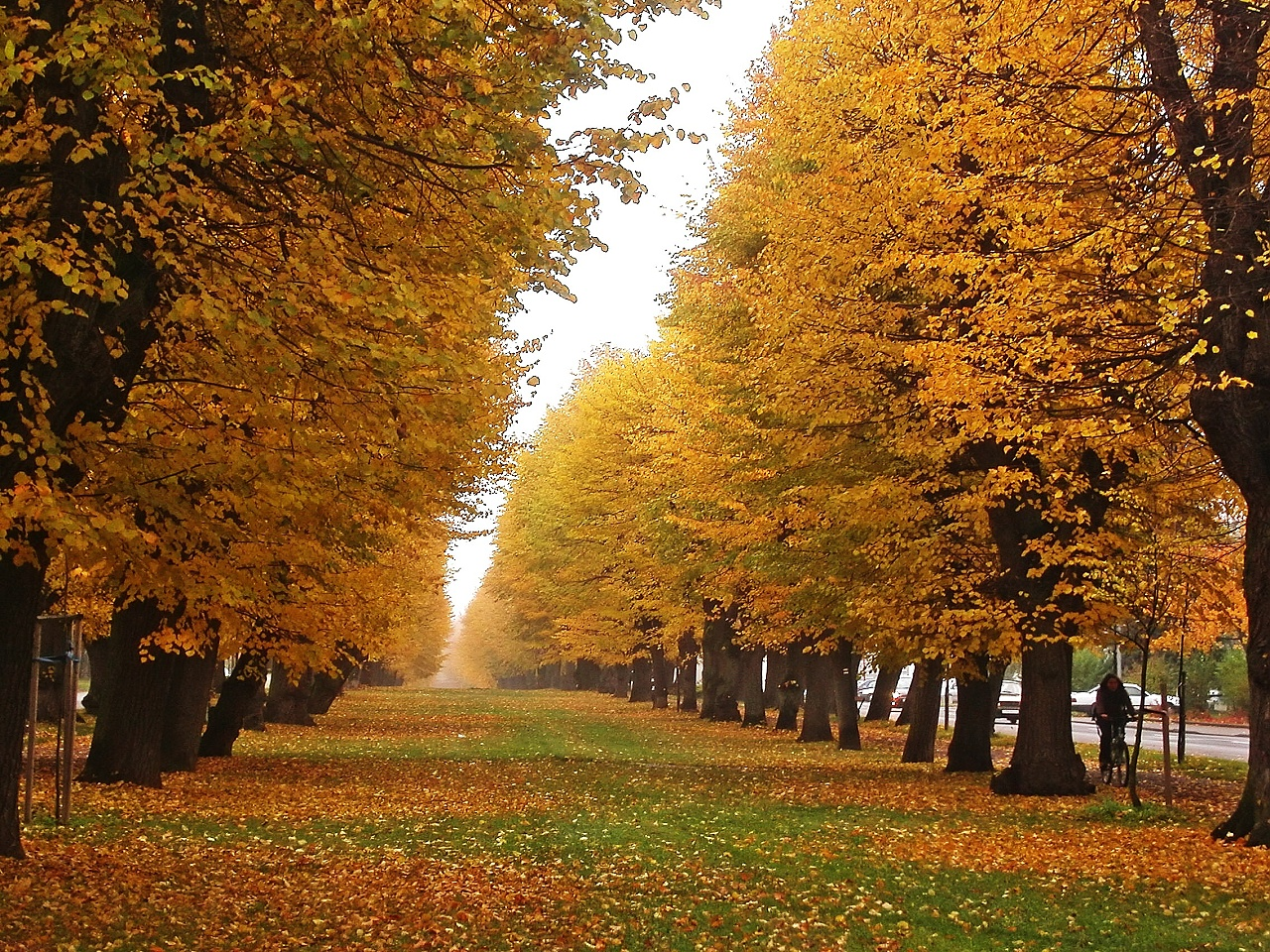
Tília ornamental

## Fauna

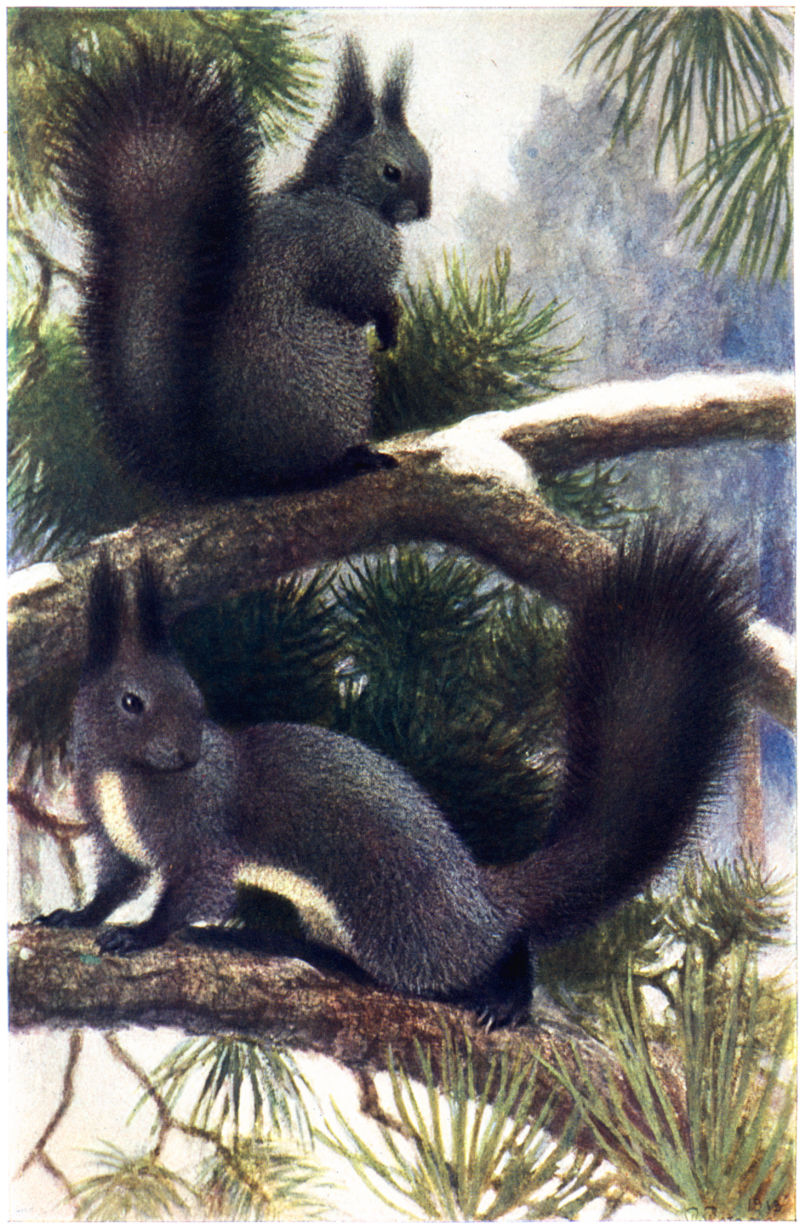
Esquilo (Sciurus vulgaris).

A melhor imagem da fauna da idade Atlântico vem dos utensílios de cozinha da cultura de Ertebølle da Dinamarca e outros similares. A Dinamarca era mais um arquipélago. Os seres humanos viviam nas costas, explorando águas ricas em vida marinha, pântanos cheios de pássaros e florestas, onde cervídeos e suídeos, bem como numerosas espécies pequenas, eram abundantes.
Níveis mais altos de água compensam os efeitos da zona tóxica submarina no Mar Báltico. Contém peixes que agora são raros, como anchovas, biqueirões e esgana-gato (Gasterosteus aculeatus). Lúcios, coregoninos, bacalhau-do-atlântico e marucas também estavam disponíveis. Três tipos de focídeos foram encontrados lá: a foca-anelada, a foca-da-Groenlândia e o leão-marinho cinzento. O homem mesolítico os caçava junto com as baleias nos estuários.
Os principais pássaros eram marítimos: a mobelha-pequena, a mobelha-árctica e o alcatraz. O pelicano-crespo, que agora está apenas no extremo norte do sudeste da Europa, foi encontrado na Dinamarca. O tetraz-grande, como é hoje, foi encontrado em áreas florestais.
No dossel elevado, você pode encontrar uma área contínua de animais menores, como o esquilo. O morcego ribeirinho era comum. Ao redor das grandes árvores e nestes caçavam o gato-da-selva, a marta, a doninha e o lobo.
O solo da floresta foi prolífico com a presença de mamíferos herbívoros: veados-vermelhos, corças e javalis. Nem todos os antigos mamíferos das planícies deixaram o meio ambiente, mas permaneceram na floresta e abriram prados. Estes incluem os auroques, ancestrais do gado doméstico e o cavalo selvagem. Os cavalos não foram inteiramente perseguidos nem confinados às planícies mais a leste e não eram inteiramente propriedade das culturas indo-européias. O povo mesolítico de Ertebølle os caçava na Dinamarca.

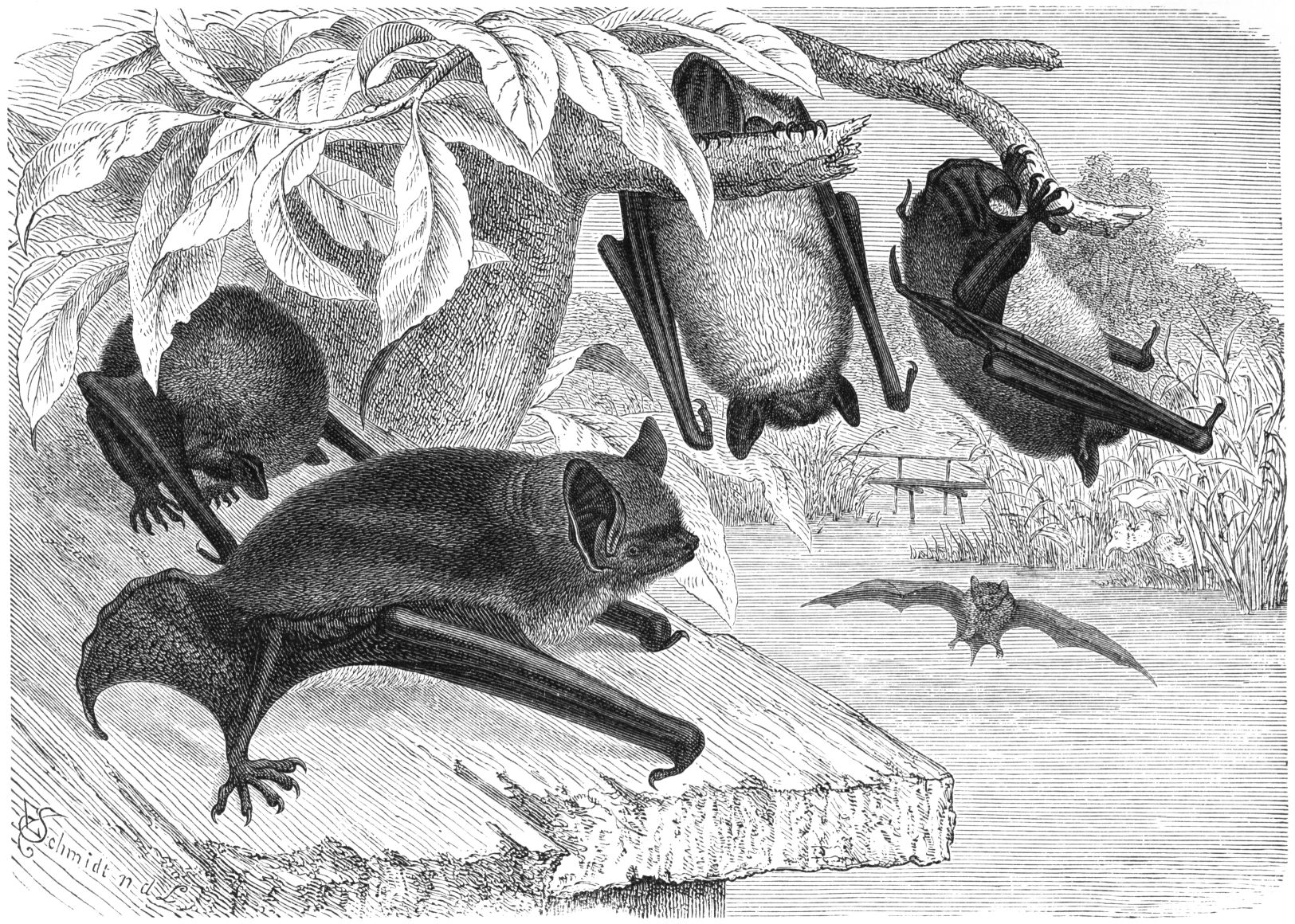
Morcego de Daubenton
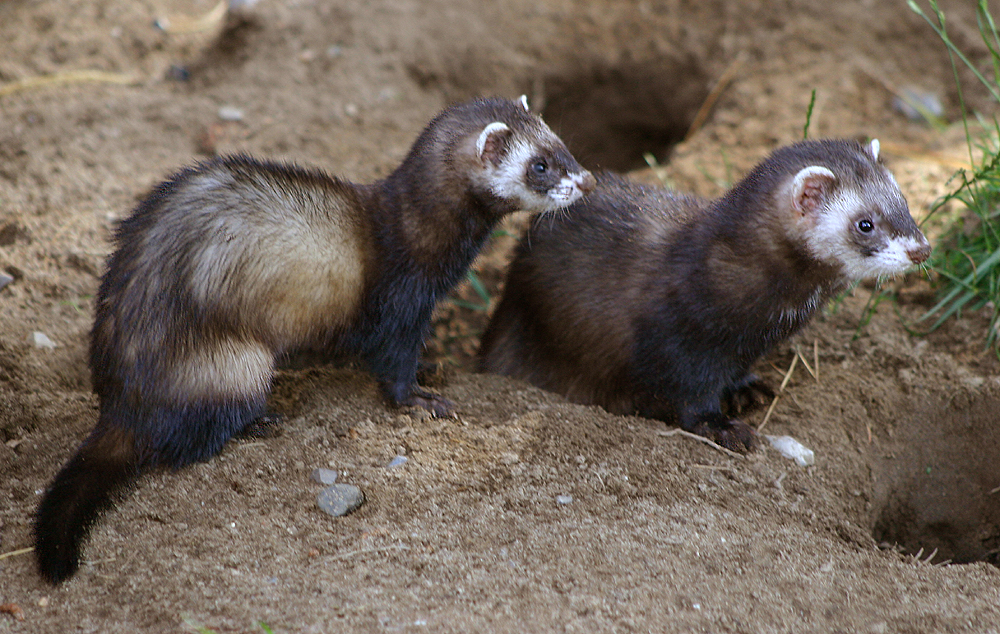
Mustela putorius
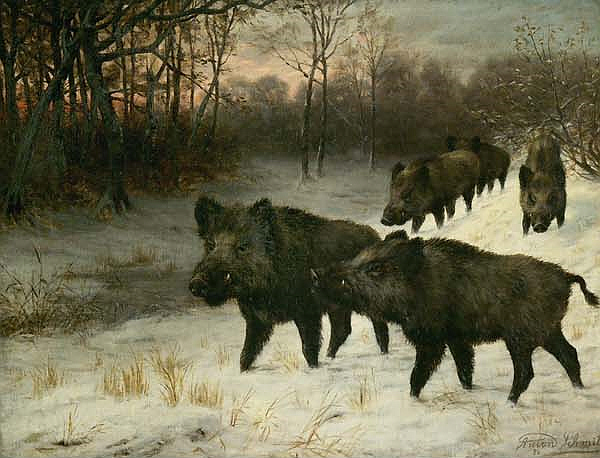
Javali por Anton Schmitz
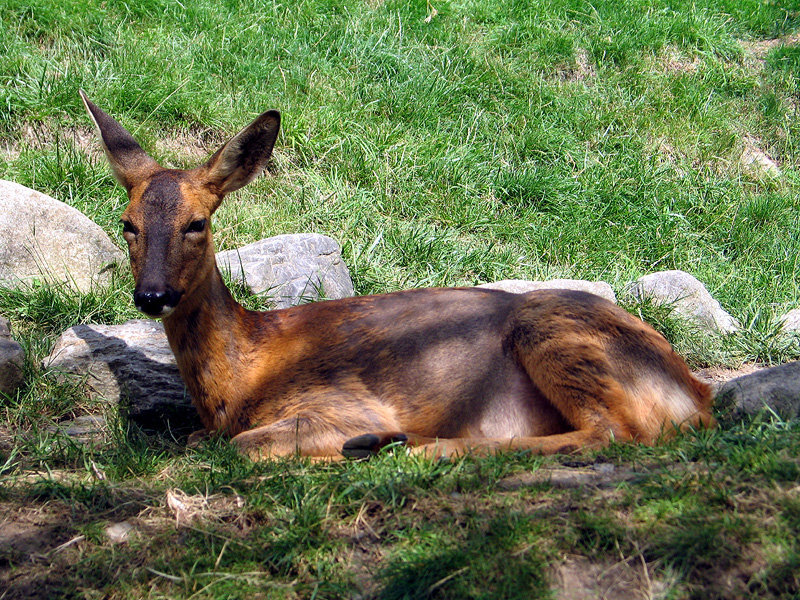
Veado-vermelho
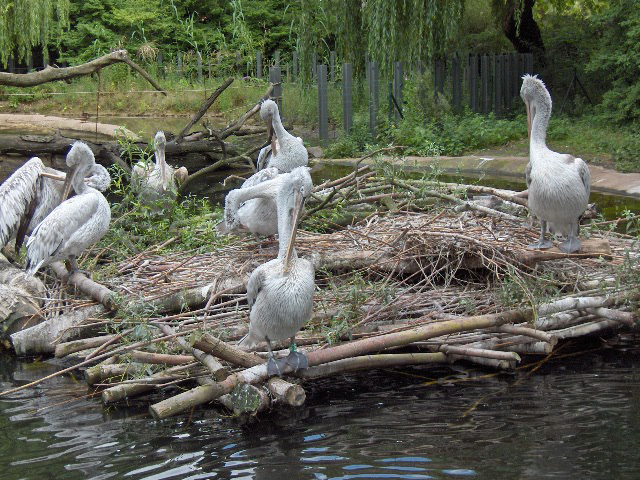
Pelecanus crispus
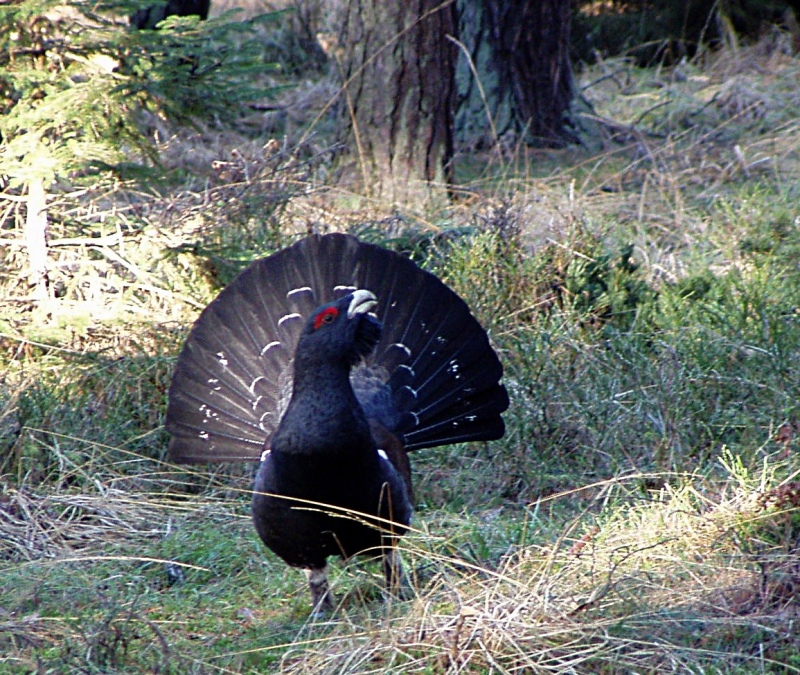
Capercaillie
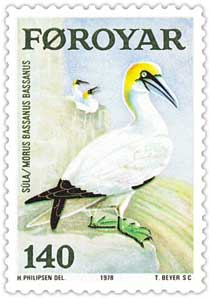
Ganso-patola
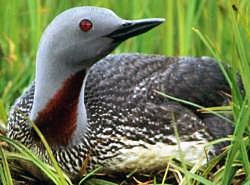
Mergulhador-de-garganta-vermelha
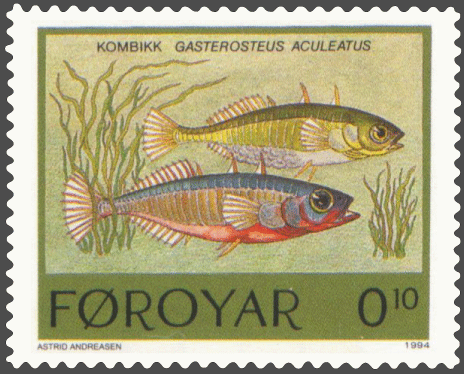
Gasterosteus aculeatus

## Culturas humanas

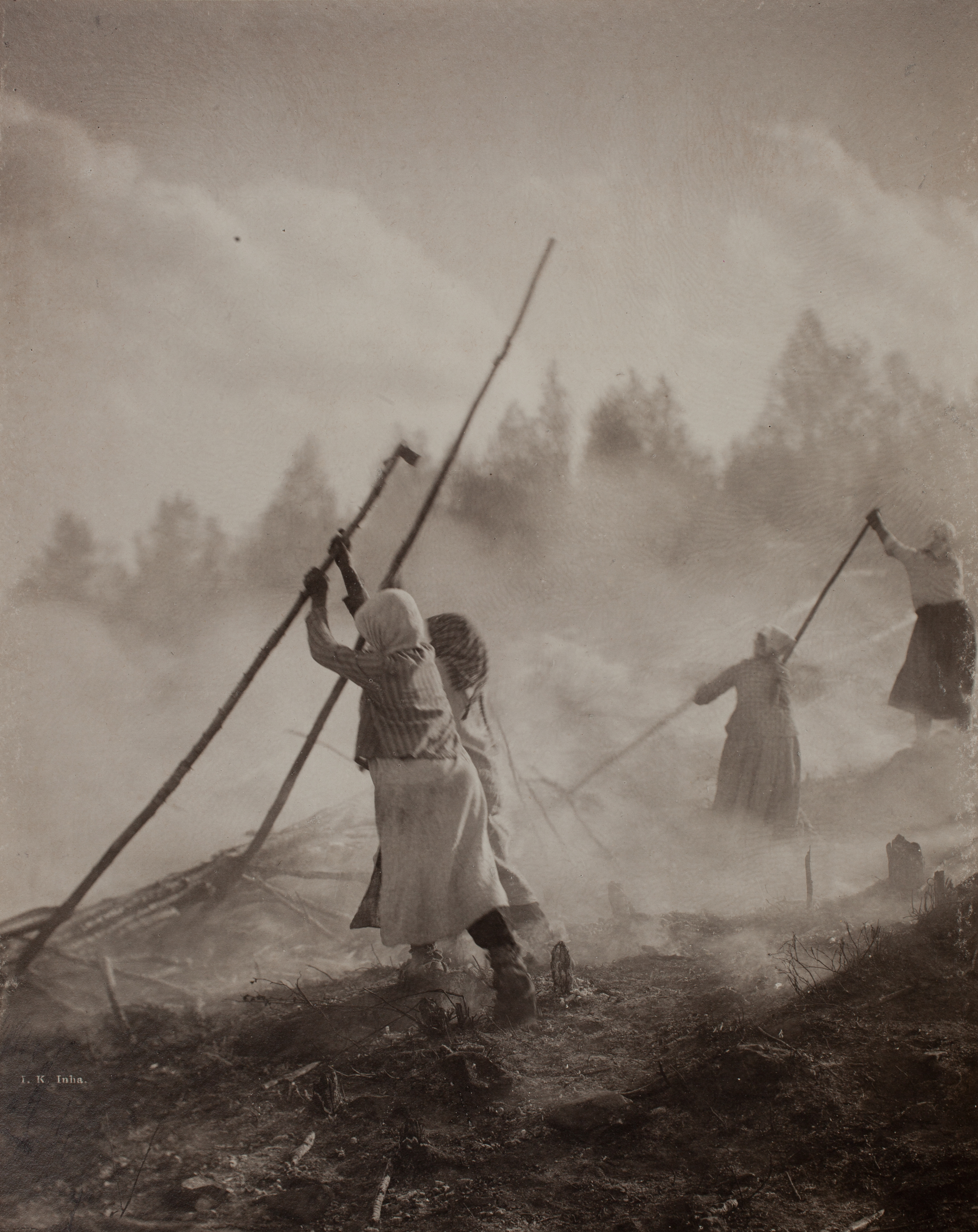
Imagem de vários agricultores que realizam o método corte e queima.

As culturas humanas do norte de Europa eram principalmente mesolíticas. A cultura de Kongemose (6400-5400 a.C.) se estabeleceu na costa e nas margens dos lago da Dinamarca. O Atlântico tardio, suprimentos da cultura Kongemose foram abandonados devido ao aumento das águas do Mar Litorina e a cultura de Ertebølle (5400-3900 a.C.) estabeleceu-se mais densamente nas novas costas.
O nordeste da Europa era desabitado no início do Atlântico. Quando a cultura apareceu Mesolítico de Sertano no médio Atlântico, cerca de 7000 AP já teve cerâmica e foi mais sedentárias do que caçadores-coletores passados, dependendo da abundância de vida selvagem. A cerâmica estava sendo usada em torno do fundo do Rio Don e Volga de aproximadamente 8000 AP.
No final do Atlântico da cultura Sertuense evoluiu para o cultura Rudnya, que usou a cerâmica como as culturas de Narva e Dnieper-Donets. Esse uso da cerâmica altera a ideia de que as cerâmicas pertencem ao Neolítico. Além do sul, a cultura da cerâmica de bandas já se espalhara pelas margens da Europa Central e passava por uma grande transformação da terra. No estepe leste, a cultura de Samara foi profundamente desenvolvida, com um grande número de cavalos, embora em que capacidade ainda não está claro.